# .lu
.lu (Luxemburgo) é o código TLD (ccTLD) na Internet para o Luxemburgo.